# Colobothea septemmaculata
Colobothea septemmaculata là một loài bọ cánh cứng trong họ Cerambycidae.